# Erich Ebermayer
Erich Ebermayer (* 14. September 1900 in Bamberg; † 22. September 1970 in Terracina) war ein deutscher Schriftsteller und Jurist.

## Bedeutung
Erich Ebermayer war über drei Epochen der deutschen Geschichte als Schriftsteller aktiv: Als 24-Jähriger begann er in der Weimarer Republik mit dem Novellenband Doktor Angelo. Es folgten in rascher Publikationen expressionistische Dramen und Novellen. Im Dritten Reichs verlegte er sich auf Romane, Theaterstücke und Drehbücher, und in der Adenauer-Ära produzierte er, neben weiterer Unterhaltungsliteratur, Serien über Nazi-Themen und autobiographische Texte wie seine zweibändigen Tagebücher und erst lange nach seinem Tod veröffentlichte Memoiren.
Er war bekannt, hatte hohe Auflagen und verdiente dabei nicht schlecht – und dennoch ist er heute so gut wie vergessen. Sein Werk ist nicht wegen seiner literarischen Qualitäten bedeutsam, aber es kann als Beispiel für drei Epochen deutscher Unterhaltungsliteratur und bürgerlichen Lesegeschmacks gedeutet werden.

## Leben

### Herkunft und Ausbildung
Ebermayers Vater war der Reichsgerichtsrat und Oberreichsanwalt Ludwig Ebermayer, seine Mutter Angelika (genannt „Lika“), geborene Bouhler, war die Tante von Hitlers späterem Reichsleiter Philipp Bouhler, einem der einflussreichsten Funktionäre des Dritten Reichs. Seine Vorfahren waren fränkische Juristen und Geistliche; ein Zweig der Familie ist seit 1585 in Nürnberg nachweisbar.
Da sein Vater zum Richter am Reichsgericht in Leipzig ernannt wurde, besuchte Erich Ebermayer als Kind die Thomasschule. Sein Abitur legte er kurz nach Ende des Ersten Weltkriegs ab; anschließend studierte er Jura in Leipzig, München und Heidelberg. Er promovierte mit 22 Jahren und war mit 23 Jahren bereits als Anwalt tätig.

### Weimarer Republik
Kurz darauf, im Jahr 1924, veröffentlichte er seinen ersten Novellenband Doktor Angelo, der sein Interesse an der Knabenliebe reflektierte und damit auch bereits seine eigene Lebensproblematik, die Homosexualität. Das Werk hat Bezüge zu Thomas Manns Novelle Der Tod in Venedig. Hier wie da geht es um einen pflichtbewussten, jedoch in seinem Lebensrhythmus verarmten Geistesarbeiter, der angesichts einer Schwärmerei für männliche Jugendliche über sich selbst erstaunt ist und sein bisheriges Dasein zugunsten eines kurzen, verbotenen Glücks aufgibt. Da aber die Eltern seiner Geliebten die Gefahr sittlicher Verwahrlosung befürchten und Unbotmäßiges herankommen sehen, gerät der Anwalt in einen Teufelskreis aus Verleumdung und Meidung. Auch wenn das Ende der Novelle offenbleibt, so liegt doch der Selbstmord des Protagonisten nahe. Das Buch hatte einen gewissen Erfolg, was ihn dazu motivierte, neben seinem Beruf als Strafverteidiger weiter als Schriftsteller tätig zu sein. Er verkehrte in den Kreisen um Klaus Mann, Ernst Toller und Stefan Zweig und ließ sich stark von der „Lebenslehre“ Johannes Müllers, des Herrn von Schloss Elmau, beeinflussen.
1927 hatte er seinen ersten Bühnenerfolg mit dem Schauspiel Kaspar Hauser, das an den Hamburger Kammerspielen mit Gustaf Gründgens in der Titelrolle aufgeführt wurde und dann über viele Bühnen ging. Mit dem Roman über Landerziehungsheime Kampf um Odilienberg (1929), in dem er seine Freundschaft mit dem Reformpädagogen Gustav Wyneken verarbeitete, wurde er auch im Ausland bekannt. Es folgten der Nachkriegsroman Jürgen Ried und das Schauspiel Professor Unrat, frei nach Heinrich Mann, das am Burgtheater aufgeführt wurde. Lustspiele Ebermayers, wie Bargeld lacht und Sonne für Renate, wurden auf vielen Bühnen des In- und Auslands gespielt. Diese Stücke ohne literarischen Tiefgang zeigen seine Begabung für Konstruktion, Tempo und das Setzen von Pointen, die ihm später als Drehbuchautor zugutekam.
Für die „Stückefabrik“ des jüdischen Verlegers und Produzenten Georg Marton bearbeitete er eigene und fremde Stoffe. Das brachte zwar Geld, ließ aber den literarischen Anspruch unbefriedigt. Deshalb schrieb er 1932 den großen Weltanschauungsroman Werkzeug in Gottes Hand, in dem er die Welt Johannes Müllers verarbeitete; das Werk konnte noch kurz vor der Machtergreifung der Nazis erscheinen.

### Nationalsozialismus
Von diesem Zeitpunkt bis zum Ausbruch des Zweiten Weltkriegs berichten seine beiden Tagebuchbände Denn heute gehört uns Deutschland … (1959) und … und morgen die ganze Welt (1966) mit zusammen über 1000 Seiten detailliert über sein Leben im Nazi-Regime. Zugleich sind sie eine anschauliche Darstellung der politischen Entwicklung dieser Jahre.
Ebermayer agierte zwischen den ideologischen Fronten. Dem NS-Regime stand er ablehnend gegenüber und ließ sich zum April 1934 aus der Anwaltsliste streichen, weil er angesichts des KZs Dachau den Rechtsstaat und somit seine juristische Tätigkeit in Gefahr sah. Am 15. September 1933 trat er eine Stelle am privat geführten Leipziger Schauspielhaus als erster Dramaturg an, da er die Hoffnung hegte, hier noch künstlerisch unbeeinflusst von staatlichen Vorgaben arbeiten zu können, wurde aber auf Druck des Leipziger Kulturdezernenten Friedrich August Hauptmann zum 15. März 1934 entlassen. Sein Name befand sich auf der Liste der „Schönen Literatur“, die der „Ausschuss zur Neuordnung der Berliner Stadt- und Volksbüchereien“ der Berliner Studentenschaft für ihre geplante Bücherverbrennung am 10. Mai 1933 zur Verfügung gestellt hatte, und auch in der ersten Liste der verbotenen Bücher, die das Börsenblatt für den deutschen Buchhandel am 16. Mai 1933 veröffentlichte, stand Ebermayers Novelle Nacht in Warschau. In der am 31. Dezember 1938 verabschiedeten Liste der Reichsschrifttumskammer findet man insgesamt fünf Titel von Ebermayer sowie die gemeinsam mit Klaus Mann herausgegebene Anthologie jüngster Prosa. Seine Vettern Philipp Bouhler, der Chef der Kanzlei des Führers, und Fritz Todt, Reichsminister und Generalinspektor für das deutsche Straßenwesen, konnten ihn wiederholt schützen. Andererseits spielte er geschickt mit den verschiedenen Strömungen im Dritten Reich: Goebbels und Göring waren für ihn, Rosenberg und Streicher gegen ihn. Er ging auch Risiken ein: Jahrelang beschäftigte er seine jüdische Sekretärin Emilie Heymann, half ihr mit falschen Papieren zum Untertauchen und wurde daraufhin von der Gestapo verhört. Schon in der Weimarer Republik galt er in völkischen Kreisen sowohl als „Systemdichter“ als auch „Judenfreund“.
So verlegte er sich nach 1933 auf die Produktion eher flacher Filmdrehbücher, denn die Filmindustrie wollte auf seine Talente nicht verzichten. Der Jannings-Film Traumulus nach seinem Drehbuch erhielt 1936 von Joseph Goebbels den Staatspreis. Er konnte sogar mit seinem damaligen Lebensgefährten, dem Sänger M., am gesellschaftlichen Leben – sogar in braunen Parteikreisen – teilnehmen.
Dennoch geriet er ins Visier der Sicherheitspolizei, die notierte, dass er „seinem Äußeren und seinem ganzen Wesen nach ein typischer Vertreter solcher [homosexueller] Kreise“ sei. Es kam wiederholt zu „Ermittlungen über E.“ 1936 wurde er auch in einem Strafverfahren nach § 175 „staatspolizeilich vernommen“, was er in seinen Memoiren jedoch beschönigte. Während sich aus Archivmaterial ergibt, dass er als Beschuldigter vernommen wurde, schrieb Ebermayer 1966, er sei als der ehemalige Rechtsanwalt eines homosexuellen Paares befragt worden. Ebermayer bestritt damals die Vorwürfe – „das Gegenteil“ kann „ihm nicht nachgewiesen werden“. Seine späteren Bemühungen, in den „Ehrenrat des deutschen Films“ berufen zu werden, scheiterten dann aber an „seinen annormalen [sic!] Neigungen“.
Zur Emigration konnte er sich nicht entschließen; er begründete das später genauso wie Erich Kästner: Er könne keine Fremdsprachen, und er habe seine Mutter zu versorgen. Dafür nahm er den Begriff der „Inneren Emigration“ für sich in Anspruch – wohl zu Unrecht. Denn obwohl er kein Nazi war, war er doch ein Gewinner, der gut durchkam und nicht schlecht verdiente: Nach seiner Steuererklärung (im Berliner „Document Center“) bekam er pro Drehbuch 20.000 Mark, und da er während des Krieges jährlich zwei bis drei Drehbücher schrieb, hatte er einen Jahresverdienst von ca. 50.000 Mark. Seine Werke entstanden dabei sehr schnell; die 350 Seiten von Liebe kann lügen schrieb er beispielsweise in sieben Tagen.
Ebermayer hat später seine Rolle selten hinterfragt: Dass Goebbels Talente wie ihn brauchte, dass er das System bediente und damit stabilisierte, gestand er sich kaum ein. Einige seiner Texte kamen der Ideologie des Nationalsozialismus dabei direkt entgegen. Sein Drehbuch zu Hans Steinhoffs Spielfilm Ein Volksfeind (1937) entfernt sich sehr stark von der literarischen Vorlage, dem gleichnamigen Drama von Henrik Ibsen, und verspottet in der in das Jahr 1932 und nach Deutschland verlegten Handlung die demokratische Kultur der Weimarer Republik. Ebermayer selbst schien sich in diesem Fall darüber im Klaren gewesen zu sein, dass er einem Propagandafilm zugearbeitet hatte; in sein Tagebuch notierte er: „Nun ja – Hitler selbst und auch Dr. Goebbels werden überzeugt sein, daß die Diktatur des einzelnen und sein Sieg über die Mehrheit ein Glück für Deutschland ist, und ich fürchte beinahe, daß dieser Film Chancen hat, den Herren zu gefallen. […] Verbohrte Nazi-Idealisten können möglicherweise in dem Stück eine Rechtfertigung der Ausschaltung des Parlaments sehen.“
Bis zum Kriegsausbruch genoss er den Lebensstil eines wohlhabenden Intellektuellen, unternahm alljährlich große Reisen, besuchte Thomas Mann in dessen Exil in der Schweiz und Gerhart Hauptmann in Rapallo. Als ihm im Sommer 1939 Görings Bankier van der Heyde den baldigen Kriegsausbruch verriet, suchte er sich ein Refugium auf dem Land und erstand das marode Schloss Kaibitz bei Bayreuth, das er mit viel Mühe und Kosten renovierte und im August 1939 bezog. Seine Villa in Berlin-Grunewald hatte er geschlossen. Der Krieg unterbrach seine Filmarbeiten nicht; allerdings wurden die Produktionen von Berlin mehr und mehr in die Studios nach Prag ausgelagert, wohin er immer wieder reisen musste.
Kurz vor Kriegsende tauchten in Kaibitz überraschend einige Militärlastwagen auf: Sie brachten Gerhart Hauptmanns umfangreiches Archiv, das von Hauptmanns Sekretär Carl Friedrich Wilhelm Behl vor den anrückenden Russen aus Schlesien in Sicherheit gebracht wurde. Kurz darauf besetzten die Amerikaner das Schloss und plünderten einen Teil des Archivs. Mit Hauptmanns Liebesbriefen an seine erste Frau schürten sie ein Lagerfeuer. Der Rest konnte gerettet werden.
Als kurz darauf sein ehemaliger Jugendfreund Klaus Mann, der sich jedoch nach Ebermayers Berufung 1933 ans Leipziger Schauspielhaus von ihm abgewandt hatte, nun als Korrespondent der US-Soldatenzeitung The Stars and Stripes im nahegelegenen Oberwarmensteinach Winifred Wagner interviewte, lud ihn Ebermayer zu sich aufs Schloss ein. Aber Klaus Mann lehnte ab.
In der Nachkriegszeit betonte Ebermayer die Schwierigkeiten, die das Regime ihm zweifellos gemacht hatte, und verschwieg aber seine Versuche der Anpassung, „die  Stigmatisierung durch opportunistischen Übereifer wettzumachen.“ Ein geschöntes Selbstbild zeichnete er in seinen Tagebüchern: 1958 war die Vergangenheit so weit vergessen und verdrängt, dass er sie neu in seinem Sinne definieren konnte.

### Nach 1945
Im Juni 1945 – nach einem kurzen Zwischenspiel als Bürgermeister von Kaibitz – arbeitete er auf Ersuchen der Besatzungsmacht wieder als Anwalt und trat als Verteidiger in einigen Entnazifizierungsprozessen auf, so in den Fällen Emmy Göring und Winifred Wagner, und als Zeuge im Prozess gegen den Schauspieler Veit Harlan.
Zahlreiche seiner Bücher erschienen in Neuauflage, neue Romane entstanden, die z. T. als Serien in Illustrierten erschienen. Er schrieb Biographien über Magda Goebbels, Emmy Göring und Oscar Wilde, brachte eine Eckermann-Ausgabe heraus, und 1951 erschien zur Wiedereröffnung der Bayreuther Festspiele Magisches Bayreuth. Mit Winifred Wagner, die von ihren Söhnen „entmachtet“ worden war, verband ihn bis an sein Lebensende eine innige Seelenfreundschaft.
Am 21. Oktober 1947 heiratete er Martina Hillebrand, von der er 1949 wieder geschieden wurde. Später adoptierte er zwei junge Männer, die auf Schloss Kaibitz aufwuchsen, und gab ihnen seinen Namen.
Schließlich fasste Ebermayer auch im Nachkriegsfilm wieder Fuß: Er schrieb unter anderem die Drehbücher für Canaris, Die Mädels vom Immenhof und den großen Zarah-Leander-Film Der blaue Nachtfalter. Der Sammelband Sie waren unschuldig befasste sich mit „Fehlurteilen im Namen der Gerechtigkeit“.
Zum 60. Geburtstag gab sein Freund und Lebenspartner Ernst Max Hacke (Pseudonym Peer Baedeker) (1912–1999) das Buch der Freunde heraus, das u. a. eine (lückenhafte) Bibliographie enthält. In Terracina bei Rom erbaute er sich ein Landhaus („Casa Ebermayer“), in dem er von nun an einen Teil des Jahres verbrachte. Er erkannte nun auch die zunehmende Bedeutung des Fernsehens und schrieb für dieses Medium Drehbücher über Aufsehen erregende Kriminalfälle (Der Fall Maria Schäfer und Der Fall Hau). Seine Komödie Zwei ahnungslose Engel lief erfolgreich an vielen Bühnen.
Zehn Jahre lang war er Präsident des Verbandes Deutscher Bühnenschriftsteller, Vorstandsmitglied der Vereinigung Deutscher Schriftstellerverbände und Verwaltungsratsmitglied der Verwertungsgesellschaft Wort. Von der französischen Regierung erhielt er das „Offizierskreuz für zivile Verdienste“ und vom Bundespräsidenten das Bundesverdienstkreuz Erster Klasse.
Einige Tage nach seinem 70. Geburtstag verstarb er während eines Autoausflugs (zum Tempel des Jupiter Anxur) in Terracina an einem Herzinfarkt. Auf der Fahrt in die Klinik verursachte der Fahrer einen Unfall, so dass jede Hilfe zu spät kam. Kurz darauf wurde in Kaibitz eingebrochen, zahlreiche wertvolle Antiquitäten und Bücher wurden gestohlen. Auf Betreiben von Peer Baedeker wurde 1979 ein Grabstein auf Schloss Kaibitz eingeweiht, der an den „Hauptmann-Freund“ Erich Ebermayer erinnert.
Im Sommer 2004 wurde von Dirk Heißerer in der Schlosskapelle die literarische Hinterlassenschaft von Erich Ebermayer „unter Staub und Spinnweben“ wiedergefunden und unter dem Titel Eh’ ich’s vergesse … publiziert. Der Nachlass wird von dem Literaturarchiv der Münchner Stadtbibliothek verwaltet.
2024 veröffentlichte der Leipziger Lehmstedt Verlag die 1969 geschriebenen Jugenderinnerungen Jugend im Lichte des Vaters.

## Werke

### Prosa
- 1924 Doktor Angelo, Novellen
- 1925 Sieg des Lebens
- 1927 Anton in Amerika (Bearbeitung)
- 1928 Das Tier, Novelle.
- 1929 Nacht in Warschau, Novelle.
- 1929 Kampf um Odilienberg, Roman. Zsolnay-Verlag, Berlin/Wien/Leipzig.
  - 1964: als Ullstein Taschenbuch: Odilienberg. Verlag Ullstein, Frankfurt am Main/Berlin.
- 1931 Jürgen Ried, der Schritt ins Freie, Roman
- 1932 Werkzeug in Gottes Hand, Roman
- 1933 Der Fall Claasen, Roman
- 1936 Befreite Hände, Roman
- 1940 Unter anderem Himmel, Roman
- 1944 Der Traum des Krösus, Erzählungen
- 1946 Torheit der Jugend, Roman
- 1947 Hubertus, Novelle
- 1948 Gefährliches Wunderland, Roman
- 1948 Auferstanden, Novelle
- 1948 Verteidigernovellen
- 1949 Meister Sebastian, Roman
- 1949 Magda Goebbels, Gefährtin des Teufels
- 1950 Adrast, Novelle
- 1951 Emil Jannings, König der Schauspieler, Serie in Revue
- 1951 Emmy Göring, Serie in Revue
- 1951 Oscar Wilde, Biographie
- 1952 Die Verbrecherinnen, Serie in Revue
- 1952 Magisches Bayreuth
- 1952 Der letzte Sommer
- 1953 Die Entnazifizierung – ein Fehlschlag. Serie in Wochenend
- 1953 Verirrte Liebe, Roman
- 1954 Kathrin braucht Sonne, Roman
- 1954 Ohne Ansehen der Person, Roman
- 1955 Später Frühling, Roman
- 1956 Die goldene Stimme, Roman
- 1957 Das Herz kann eine Hölle sein, Serie in Quick
- 1959 Denn heute gehört uns Deutschland, Tagebuch
- 1959 Tingeltangel, Biographiebearbeitung
- 1969 Der blaue Nachtfalter, Roman
- 1961 Der Knabe und die Schaukel, Roman
- 1961 Im Zwielicht des Ruhms, Roman
- 1962 Alles Licht auf Gloria, Roman
- 1962 Gerhart Hauptmann, Biographie
- 1963 Sie waren unschuldig, Gerichtsreportagen
- 1964 Sie sind allzumal Sünder, Roman
- 1965 Verzeih, wenn du kannst, Roman
- 1966 … und morgen die ganze Welt, Tagebuch
- 1967 Gustav Wynecken, Biographie
- 1968 Hitler und die Frauen, Serie in Wochenend
- 1969 Jugend im Lichte des Vaters, Jugenderinnerungen
- 2005 Eh’ ich’s vergesse, Autobiographie, Verlag Langen / Müller, München, ISBN 978-3-78443-028-7.
- 2024 Jugend im Lichte des Vaters. Erinnerungen 1910-1929, Lehmstedt Verlag, Leipzig, ISBN 978-3-95797-179-1.

### Hörspiele
- 1930 Der Minister ist ermordet
- 1926/27 Kaspar Hauser
- 1934 Nachtflug
- 1952 Meister und Jünger

### Theaterstücke
- 1925 Brüder
- 1927 Kaspar Hauser
- 1927 Brüder
- 1928 Bobbys tolle Fahrt, Weihnachtskomödie. Mit W.v.Richthofen
- 1929 Dreieck des Glücks, Tragikomödie
- 1930 Primaner
- 1931 Verhetzte Jugend
- 1932 Professor Unrat. Nach Heinrich Mann
- 1933 Bargeld lacht, Lustspiel. Mit Ralph Artur Roberts
- 1933 Es lebe der Kaiser, Komödie nach Luigi Bonelli
- 1934 Frau Inger auf Oestrot. Nach Ibsen
- 1934 Canossa. Mit Milan Fürst
- 1934 Sonne für Renate, Komödie
- 1935 Der Fall Claasen
- 1935 Peter spielt mit dem Feuer. Mit Rudolf Ahlers
- 1936 Romanze
- 1937 Schlagzeile
- 1941 Meister und Jünger
- 1969 Zwei ahnungslose Engel, Komödie

### Drehbücher
- 1935: Traumulus
- 1936: Die Stunde der Versuchung
- 1937: Seine Tochter ist der Peter
- 1937: Madame Bovary
- 1937: Liebe kann lügen
- 1937: Ein Volksfeind
- 1937: Monika
- 1938: Peter spielt mit dem Feuer
- 1938: Lauter Lügen (ungenannt)
- 1939: Das Recht auf Liebe
- 1939: Befreite Hände
- 1940: Wie konntest Du, Veronika!
- 1941: Oh, diese Männer
- 1942: Wir machen Musik
- 1942: Der Strom
- 1942/44: Philharmoniker
- 1943: Die Jungfern von Bischofsberg
- 1944: Der gebieterische Ruf
- 1944: Die Zaubergeige
- 1944: Meine vier Jungens
- 1944: Die schwarze Robe
- 1945: Die Jahre vergehen
- 1954: Canaris
- 1955: Hoheit lassen bitten
- 1956: Eine Frau genügt nicht?
- 1956: Die Mädels vom Immenhof
- 1956: Beichtgeheimnis
- 1958: Nur eine Frau
- 1959: Der blaue Nachtfalter
- 1964: Die fünfte Kolonne (Fernsehserie, Folge: Treffpunkt Wien)
- 1965: Der Fall Maria Schäfer (Fernsehfilm)
- 1965: Der Fall Hau (Fernsehfilm)

### Filmvorlage
- 1935: Der grüne Domino (nach Der Fall Claasen)

Außerdem schrieb Ebermayer einige nicht verfilmte Drehbücher, wie z. B. Kaspar Hauser, Richard Wagner, Dürer in Venedig, Ein Toter siegt und Und abends in die Scala.

## Archive
- Stiftung Deutsche Kinemathek, Berlin: Depositum Ebermayer: Schriftverkehr zu Filmprojekten.
- Staatsbibliothek Berlin, Stiftung Preussischer Kulturbesitz, Handschriftenabteilung: Briefwechsel mit Gerhart und Margarethe Hauptmann (220 Briefe, Postkarten und Telegramme).
- Bundesarchiv, Außenstelle Berlin-Zehlendorf: Bestand Ebermayer, Reichsschrifttumskammer, File 2101, 2652, 2703, 2705. Gestapo-Akten, Filmverträge, Schriftwechsel mit RKK, Steuererklärungen usw., sein Leben im Dritten Reich.
- Staatsbibliothek Bamberg: Teilnachlass Peer Baedeker (vorwiegend Manuskripte, Fotos, Film- und Theaterprogramme, außerdem über 1.000 Briefe).
- Münchener Stadtbibliothek Monacensia: Nachlass Erich Ebermayer (Korrespondenz: umfangreiche Briefwechsel, auch juristischer Natur. Manuskripte: zahlreiche Drehbücher und Manuskripte. Fotos: überwiegend aus dem privaten Umfeld)